# Jordina Caminal Santure
Jordina Caminal Santure (* 3. Oktober 2003) ist eine andorranische Skirennläuferin.

## Karriere
Caminal Santure gab ihr internationales Renndebüt am 5. Dezember 2019 bei einem FIS-Riesenslalom in Funäsdalen. Erste Erfolge auf nationaler Ebene feierte sie 2022 mit dem Vizemeistertitel im Super-G. 2023 nahm sie erstmals an einem internationalen Großereignis, den Juniorenweltmeisterschaften in St. Anton am Arlberg, teil. Dort erreichte sie in der Abfahrt den 26. Platz, im Super-G schied sie aus. 
Im Sommer 2024 feierte Caminal Santure beim South American Cup den bisher größten Erfolg ihrer Karriere. Sie konnte die Super-G-Wertung für sich entscheiden, zudem belegte sie in der Abfahrtswertung hinter der Tschechin Tereza Nová den zweiten Platz und erreichte darüber hinaus noch den dritten Rang in der Gesamtwertung.
2025 nahm sie erstmals an Alpinen Skiweltmeisterschaften teil. Bei den Wettkämpfen in Saalbach erreichte sie ihre beste Platzierung mit Rang 26 in der Abfahrt.

## Erfolge

### Weltmeisterschaften
- Saalbach-Hinterglemm 2025: 26. Abfahrt, 30. Super-G

### Juniorenweltmeisterschaften
- St. Anton 2023: 26. Abfahrt, DNF Super-G
- Haute Savoie 2024: 13. Super-G, 14. Mannschaft, 15. Abfahrt, DNF Riesenslalom

### Europacup
- 2 Platzierungen unter den besten 15

### South American Cup
- Saison 2024: 1. Super-G-Wertung, 2. Abfahrtswertung, 3. Gesamtwertung.
- 7 Podestplätze, davon 2 Siege

| Datum              | Ort      | Land  | Disziplin |
| ------------------ | -------- | ----- | --------- |
| 5. September 2024  | La Parva | Chile | Super-G   |
| 27. September 2024 | Corralco | Chile | Super-G   |

### Weitere Erfolge
- Andorranische Vizemeisterin im Super-G (2021, 2022)
- Andorranische Vizemeisterin im Riesenslalom (2023)
- Andorranische Vizemeisterin im Slalom (2022)
- Bronze bei den andorranischen Meisterschaften im Slalom (2023)
- Ein Sieg bei einem FIS-Rennen